# 8411 Celso
8411 Celso este un asteroid din centura principală de asteroizi.

## Descriere
8411 Celso este un asteroid din centura principală de asteroizi. A fost descoperit pe 3 octombrie 1996 la observatorul astronomic din Farra d'Isonzo. Asteroidul prezintă o orbită caracterizată de o semiaxă mare de 2,33 ua, o excentricitate de 0,15 și o înclinație de 3,5° în raport cu ecliptica.